# ドンカマチック
ドンカマチック（英: DONCA MATIC）は、京王技術研究所（現コルグ）が1963年に発売した、国産初のリズムマシン。音楽製作現場におけるリズムマシンの代名詞にもなっている。ドンカマと略称され、後述のようにリズムマシンやそれによるガイドリズム一般を指す用語としても定着した。

## 概要
1963年に発売され、当時の価格は280,000円（2006年現在の貨幣価値に換算すると約300万円）。ドンカマチックという名称の由来は、バスドラムの「ドン」という音、クラベスの「カッ」という音が出る「オートマチック」から命名された。
2020年、重要科学技術史資料（未来技術遺産）に登録された。

## 開発背景
カラオケというシステムがない時代の飲屋街では、ギターやアコーディオンを使い演奏してまわる流しという業種があった。バンドを率いて演奏していた流しアコーディオン奏者の長内端は、自分一人で演奏するために、バンドのような自動演奏の機械はできないかと考えていた。これがリズムの自動演奏、リズムマシンの最初の発想である。やがて長内端は東京大学で電気工学を学んだ知識を元に、当時ナイトクラブのオーナーであった加藤孟（元コルグ会長）から資金援助を得て京王技術研究所を設立。最初の製品としてドンカマチックを発売した。

## 機構
最初に発売されたドンカマチックは、コントロール部分とアンプ・スピーカー部分の一体型である。これは、1台で自動演奏するという意味から構成された。音源部分やアンプ部分は真空管で構成されており、円状に接点を並べ、回転する接点部品とのスイッチングで自動演奏をしていた。この回転スピードを変えることによってテンポを変えていた。コントロール部分には、テンポの他、音色11種類とパターン25種類があり、ミニ鍵盤によって手動の演奏も可能になっていた。

## ドンカマ
録音現場では、マルチトラックレコーディングの際のガイドリズムのことをドンカマと呼ぶ。
ある時期かなり多くのスタジオにドンカマチックは設置されており、リズムボックスの俗称としてドンカマチックの略称であるドンカマと呼んでいた。やがてドンカマチックに代わるリズムマシンが設置された後でも、リズム音をドンカマと呼び続けていることに由来する。しかし近年ではクリックという呼び方が浸透しドンカマは死語になりつつある。